# Елизабет фон Катценелнбоген-Спонхайм
Елизабет фон Катценелнбоген (на немски: Elisabeth von Katzenelnbogen; * пр. 1330; † сл. 25 май 1383) е графиня от Катценелнбоген и чрез женитба графиня на Спонхайм-Кройцнах.

## Произход
Тя е дъщеря на граф Вилхелм I фон Катценелнбоген († 1331) и втората му съпруга Аделхайд фон Валдек († 1329), дъщеря на граф Ото I фон Валдек и София фон Хесен († 1331), дъщеря на ландграф Хайнрих I фон Хесен.

## Фамилия
Елизабет фон Катценелнбоген се омъжва пр. 9 август 1330 г. за граф Валрам фон Спонхайм-Кройцнах († 22 qnuari/ 13 fevruari 1380), син на граф Симон II фон Спонхайм-Кройцнах († 1336) и Елизабет фон Фалкенбург († 1335). Те имат децата:
- Симон III фон Спонхайм-Кройцнах († 30 август 1414), граф на предното графство Спонхайм и граф на Вианден, женен между 31 октомври 1347 и 20 юли 1348 г. за Мария фон Вианден († 1400)
- Елизабет († сл. 18 април 1395), сгодена на 25 юли 1338 г., омъжена сл. 24 юли 1346 г. за граф Йохан IV фон Спонхайм-Щаркенбург († 1413/1414)
- Маргарета († сл. 28 февруари 1367), омъжена ноември 1354 г. за Филип VII фон Фалкенщайн († 1410)
- Хайнрих († 1391)
- Йохан († февруари 1411)
- дете († 3 март 1373)